# اولی‌تاو
اولی‌تاو یا اولو‌تاو یا اولوغ‌داغ (به قزاقی: Ұлытау таулары، ۇلىتاۋ تاۋلارى) یک رشته‌کوه در قزاقستان است که در بلندی‌های قزاق واقع شده‌است. اولی‌تاو ۱٬۱۳۱ متر بالاتر از سطح دریا واقع شده‌است.